# Мечеть Каддафи
Мече́ть Кадда́фи (араб. مسجد القذافي‎, суахили Msikiti wa Gaddafi) — вторая по величине мечеть в Африке после Национальной мечети Уганды и крупнейшая в Танзании, расположенная в столице страны — Додоме.

## История
Мечеть названа в честь ливийского лидера Муаммара Каддафи, давшего около 4 миллионов долларов США на её строительство через Всемирное общество исламского призыва. Мечеть была заложена вторым президентом Танзании Али Хасаном Мвиньи, а открыта Джакайей Киквете в 2010 году. Мечеть может вместить в себя три тысячи верующих, а рядом находится образовательный центр, в котором преподают арабский язык, исламскую теологию и обучают компьютерной грамотности.